# Tălagiu
Tălagiu – wieś w Rumunii, w okręgu Arad, w gminie Pleșcuța. W 2011 roku liczyła 395 mieszkańców. 